# BOAC-vlucht 777

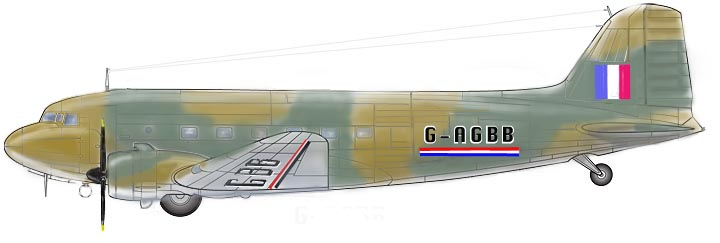
Een schets van het door BOAC gebruikte kleurenschema

Op 1 juni 1943 vloog de Ibis, een KLM-vliegtuig van het type Douglas DC-3 met vliegtuigregistratie G-AGBB Ibis (voorheen PH-ALI), als reguliere passagierslijndienst BOAC-vlucht 777a van Lissabon naar Bristol. Dit was een van de toestellen en bemanningen van de KLM die waren uitgeweken naar Engeland na de Duitse inval in Nederland. Onder de dertien passagiers bevonden zich verschillende opmerkelijke personen, waaronder de destijds wereldbekende filmacteur Leslie Howard. Het toestel werd boven de Golf van Biskaje door acht Luftwaffe-jagers aangevallen en stortte in zee. Er waren geen overlevenden.

## Beschrijving vlucht

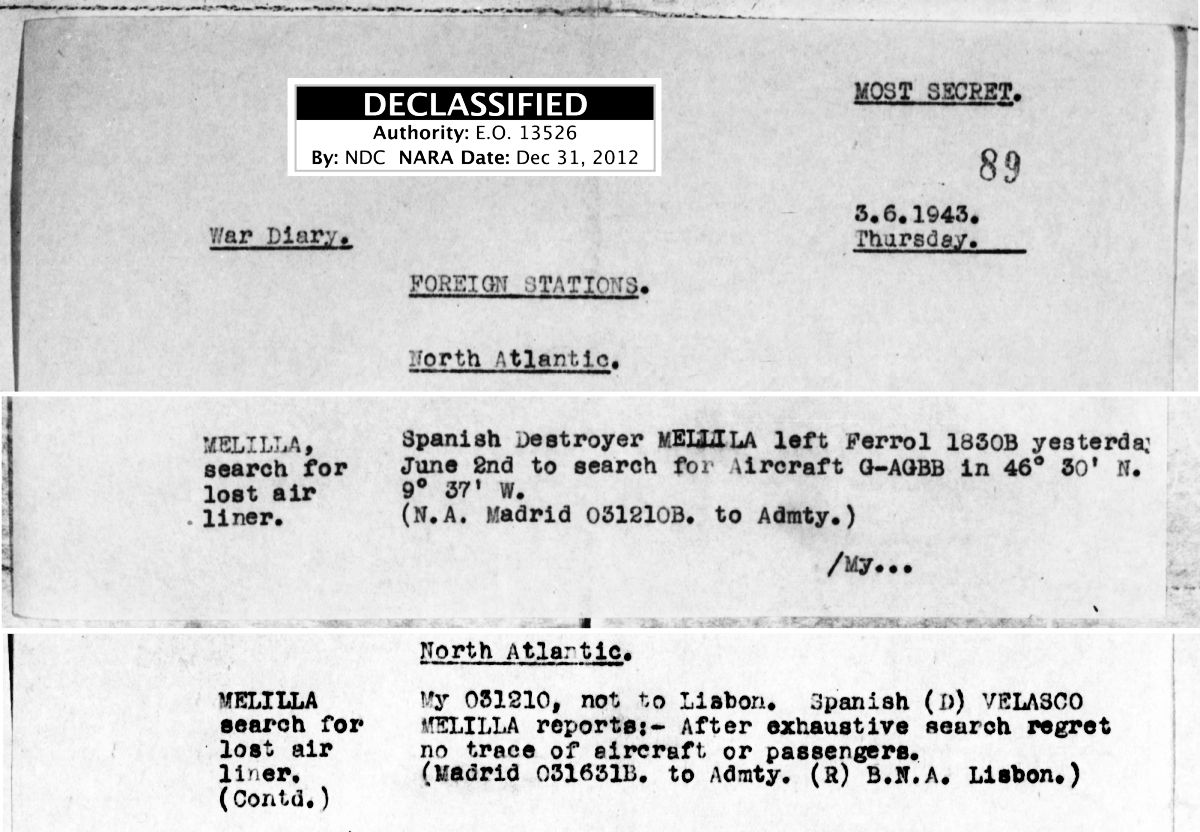
Rapport van de zoektocht naar het verongelukte toestel door een Spaanse destroyer

De bemanning bestond uit gezagvoerder Quirinus Tepas O.B.E., tweede vlieger captain Dirk de Koning, boordwerktuigkundige Engbertus Rozevink en marconist Cornelis van Brugge (bekend van de London-Melbourne race met de Uiver).
Enige uren na vertrek uit Portugal vloog het toestel boven de Golf van Biskaje toen het ongeveer 350 km ten noorden van La Coruña werd aangevallen door acht Duitse Junkers Ju 88-jachtvliegtuigen en in zee stortte. Alle passagiers en bemanningsleden kwamen hierbij om.

## Speculaties over de aanleiding
Aanvankelijk werd vermoed dat het toestel was aangevallen omdat de Duitsers dachten dat de Britse premier Winston Churchill zich aan boord bevond. Churchill zou rond dezelfde tijd vanuit Noord-Afrika naar Engeland terugkomen en de meereizende accountant van filmster Howard had gelijkenissen (ook qua postuur) met Churchill. Latere speculaties suggereren dat het toestel werd aangevallen omdat verscheidene passagiers, inclusief Howard, Britse spionnen zouden zijn. 
Er zijn speculaties dat de Engelsen al zouden hebben geweten van de op handen zijnde aanval, maar dit niet openbaar konden maken om niet te verraden dat zij de Enigma-codering hadden gekraakt.

## Passagierslijst

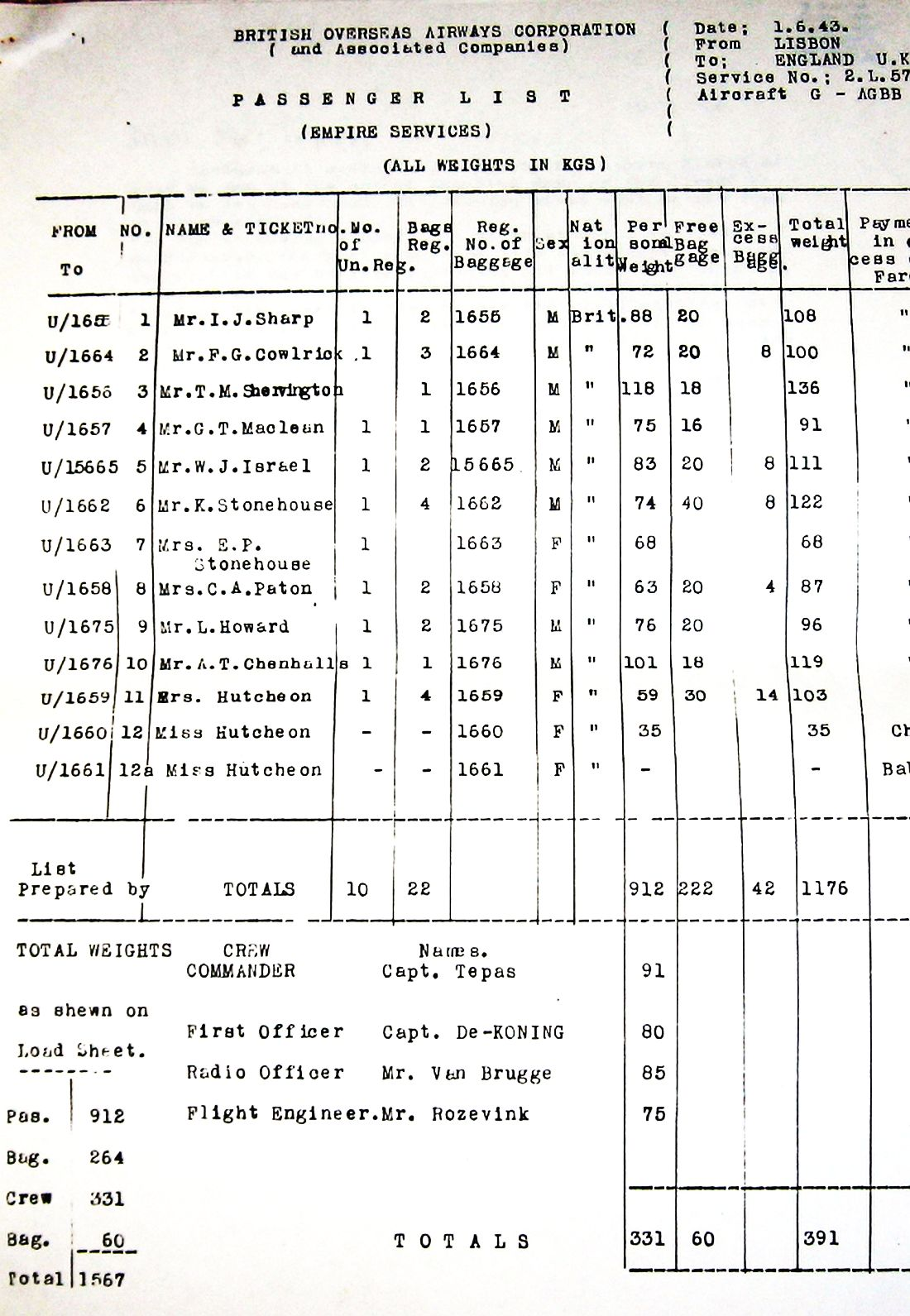
Passagierslijst van de fatale BOAC-777 vlucht

- Ivan James Sharp uit Noord-Londen had een hoge functie bij United Kingdom Commercial Corporation (UKCC). Hij was door de Engelse regering aangesteld om wolfraam aan te kopen voor de Engelse oorlogsinspanningen.[3]
- Francis German Cowlrick, in dienst van het Amerikaanse ingenieursbedrijf Babcock and Wilcox.
- Gordon Thomas MacLean, van de Engelse Foreign Office.
- Kenneth Stonehouse, uit Washington D.C. correspondent van persbureau Reuters.[3][4]
- Evelyn Peggy Stonehouse, uit Forest Hill, Londen, echtgenoot van Kenneth Stonehouse.[5]
- Wilfred Jacob Berthold Israel, uit Golders Green, Londen, een prominente Anglo-Duitse Joodse activist die zich inzette om Joden te redden van de Holocaust.[6]
- Cecilia Amelia Falla Paton, uit Manchester.
- Leslie Howard, een bekende filmacteur.
- Alfred Tregar Chenhalls, Leslie Howard's accountant (en persoonlijke vriend) uit Londen.
- Rotha Voilet Lettie Hutcheon.
- Petra Hutcheon (11), dochter van Rotha Voilet Lettie Hutcheon.
- Caroline Hutcheon (18 maanden), dochter van Rotha Voilet Lettie Hutcheon.
- Tyrell Milmay Shervington, directeur van Shell Mex Oil Company in Lissabon.

## Achtergrond

### KLM-bemanningen en -vliegtuigen buiten Nederland tijdens de Duitse inval

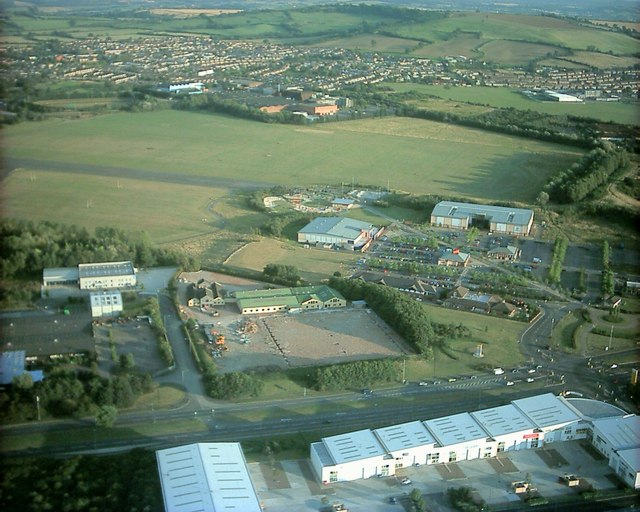
Een gedeelte van de oude Whitchurch landingsbaan is hier nog te zien, het oude vliegveld is inmiddels bijna volgebouwd en heet tegenwoordig Hengrove Park. (foto omstreeks 2005)

Toen Nederland op 10 mei 1940 werd binnengevallen door de Duitse strijdkrachten, bevond zich een aantal toestellen van de KLM buiten Nederland, onder andere op de Amsterdam (Napels)-Batavia route.
Vijf DC-3's en één DC-2 werden door de KLM naar Engeland gedirigeerd (een aantal andere toestellen kwam terecht in het Australië-Indonesië-gebied). De Britse overheid heeft vervolgens in overleg met de KLM de toestellen, samen met de KLM-bemanningen, tijdelijk bij BOAC ondergebracht en zij werden gestationeerd op het voormalige vliegveld Whitchurch Airfield bij Bristol.
Gezagvoerder Koene Dirk Parmentier (bekend van de eerdere Londen-Melbourne race) was met de DC-3 Zilverreiger (PH-ARZ) naar Engeland uitgeweken en kreeg de leiding over deze 'KLM-sectie' binnen BOAC. Er werden door hen vier vluchten per week uitgevoerd naar Portella, de luchthaven van Lissabon. Deze lijndienst was begonnen in september 1940 en in juni 1943 waren 4000 passagiers vervoerd.
Britse én Duitse civiele vliegtuigen gebruikten op Portella dezelfde faciliteiten, en het verkeer werd in de gaten gehouden door spionnen van zowel de geallieerden als de asmogendheden. Dit was in het bijzonder zo bij de route Lissabon-Bristol, die regelmatig werd gebruikt om 'agenten' en ontsnapte krijgsgevangenen (terug) naar Engeland te vervoeren. Duitse spionnen werden in de passagiersterminals geplaatst om bij te houden wie er van en aan boord gingen. Harry Pusey, BOAC's 'operation officer' in Lissabon beschrijft de situatie in Lissabon tussen 1943 en 1944 als 'Casablanca [de film], maar dan twintig keer erger'.
In de eerste jaren van de oorlog werden de vluchten op de civiele lijndienst Bristol-Lissabon nog met rust gelaten en werd de neutraliteit van Portugal nog gerespecteerd, maar in 1942 begon de luchtoorlog over de Golf van Biskaje, ten noorden van Spanje en ten westen van Frankrijk, intensiever te worden.

### Eerste twee aanvallen op deIbis
Op 15 november 1942 was de Ibis, met passagiers, onderweg van Lissabon naar Bristol toen het toestel werd beschoten door een enkele Messerschmitt Bf 110. De bemanning bestond uit gezagvoerder Theo Verhoeven, boordwerktuigkundige Gerard Alsem en telegrafist Lambertus Dik. Het vliegtuig kon ontkomen door de wolken in te duiken. Hoewel de Ibis zwaar beschadigd was en onder andere een gebroken roerkabel had opgelopen, lukte het toch om het toestel veilig aan de grond te zetten op Chivenor in Engeland. De bemanning werd hiervoor op 26 november 1942 het Vliegerkruis uitgereikt door Koningin Wilhelmina.
Na de tweede aanval op de Ibis op 19 april 1943, met gezagvoerder Koene Dirk Parmentier en met De Koning als co-piloot, kon wederom Engeland veilig worden bereikt.